# Itōchū Shōji

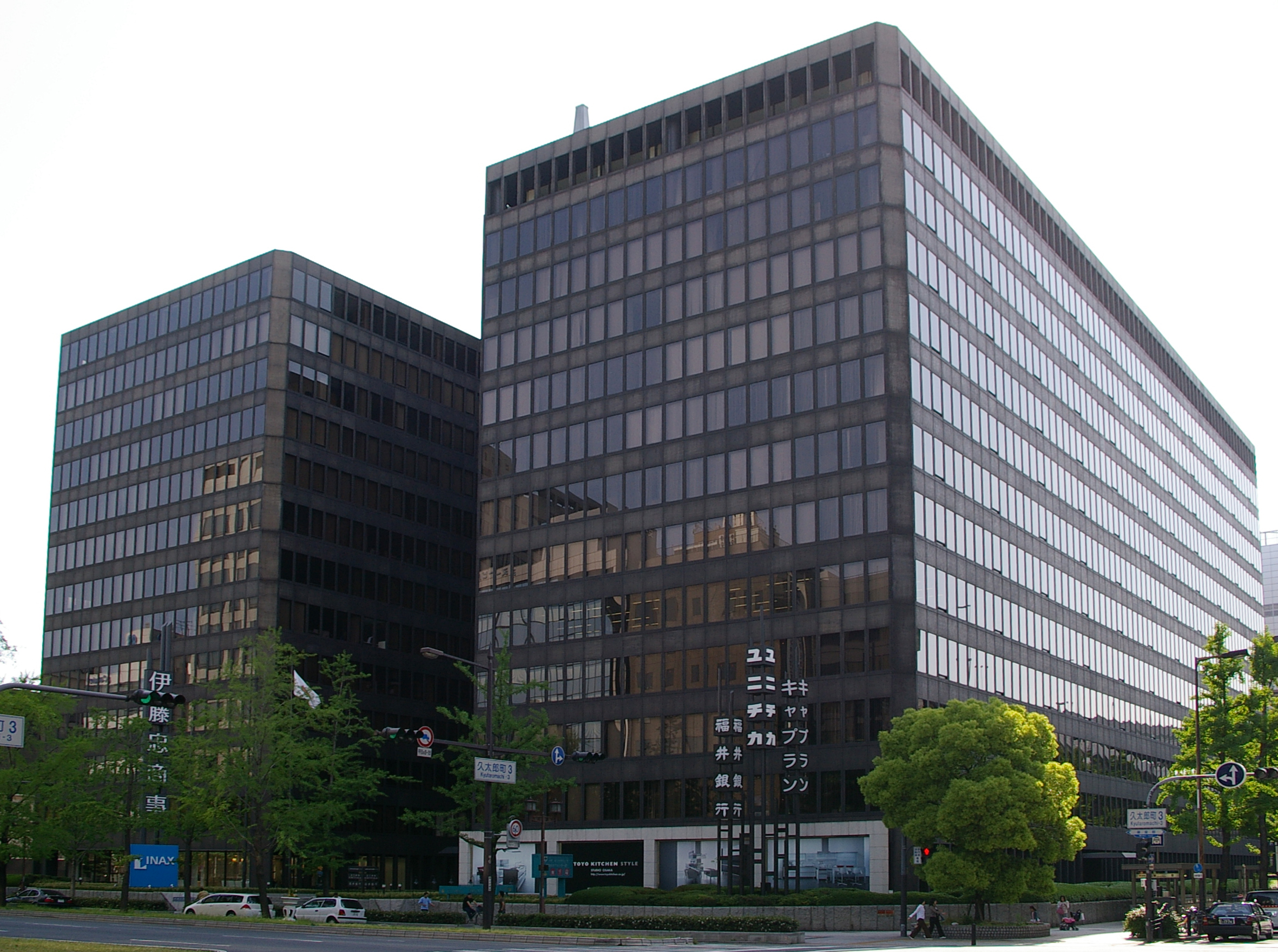
Firmensitz von Itochu in Osaka, Japan

Itōchū Shōji K.K. (jap. 伊藤忠商事株式会社, Itōchū Shōji Kabushiki-gaisha, engl. Itochu Corporation, bis 1992 C. Itoh & Co., Ltd.) ist ein japanisches Unternehmen mit Firmensitz in Osaka. Es ist das Kernunternehmen der Itōchū Group, die mehr als 700 Unternehmen umfasst.
Das 1949 gegründete Unternehmen ist im Aktienindex Nikkei 225 gelistet. Vorgängerunternehmen reichen bis 1858 zu Itō Chūbē (伊藤 忠兵衛) zurück. Itōchū Shōji gehört zu den sieben großen Handelshäusern, den Sōgō Shōsha, in Japan. 1995 beteiligte sich Itōchū Shōji finanziell an der Erschließung von drei Erdölfeldern in Aserbaidschan.